# Pseudodoryctes testaceus
Pseudodoryctes testaceus är en stekelart som beskrevs av Szepligeti 1915. Pseudodoryctes testaceus ingår i släktet Pseudodoryctes och familjen bracksteklar. Inga underarter finns listade i Catalogue of Life.